# مسرح الدمى الصقلية أوبرا دي بوبي
مسرح الدمى الصقلية أوبرا دي بوبي (بالإيطالية: Opera dei Pupi)‏ هو نوع مسرحي أبطاله فرسان العصور الوسطى الممثلة بدمى خاصة، تسمى بوبي (Pupi). استلهمت حوارات العرائس في المقام الأول من شعر النهضة الإيطالية، ونصوص الهاغيوغرافيا أو قصص اللصوص الشهيرة.

أعلن عنها في البداية في 2001، تم تسجيل أوبرا دي بوبي في 2008 على القائمة التمثيلية للتراث الثقافي غير المادي للإنسانية التابعة لليونسكو.

هذا النوع هو نموذجي للتقليد الصقلي cantastorie، وشهد نجاحا كبيرا في صقلية في القرن التاسع عشر. يعتبر البعض أن أصله يرجع لدون كيخوتي.

## روابط خارجية
- مسرح الدمى الصقلية على موقع اليونسكو.